# Антистресові мінерали
Мінерали антистресові (рос. минералы антистрессовые, англ. antistress minerals; нім. Antistressminerale n pl) — мінерали метаморфічних порід, утворенню яких сприяли рівномірне підвищення температури і рівномірний гідростатичний тиск. Від грецьк. «анти» — проти і англ. stress (стрес) — тиск (A.Harker, 1918).